# Football League 2023-2024 (Gibilterra)
La Football League 2023-2024 è stata la 5ª edizione dell'omonima competizione e la 124ª globale, iniziata il 16 settembre 2023 e terminata il 12 maggio 2024 con la ventottesima vittoria del Lincoln Red Imps.

## Stagione

### Formula
La formula del torneo prevede un cambiamento rispetto alle edizioni precedenti. Invece di giocare un girone unico di partite sola andata, le 11 squadre partecipanti giocheranno un girone con gare di andata e ritorno, per un totale di 20 giornate. Le prime sei classificate comporranno il Championship Group, dove viene giocato un girone di sola andata e al termine di esso la prima classificata si qualifica per la UEFA Champions League 2024-2025, mentre la seconda classificata si qualifica per la UEFA Europa Conference League 2024-2025. Le ultime cinque classificate della stagione regolare non comporranno più un secondo girone, che è stato abolito.

## Squadre partecipanti
| Squadra          | Stagione precedente    |
| ---------------- | ---------------------- |
| FCB Magpies      | 3° in National League  |
| College 1975     | 10° in National League |
| Europa FC        | 2° in National League  |
| Europa Point     | 11° in National League |
| Glacis United    | 6° in National League  |
| Lincoln Red Imps | Campione di Gibilterra |
| Lions Gibraltar  | 9° in National League  |
| Lynx             | 4° in National League  |
| Manchester 62    | 8° in National League  |
| Mons Calpe       | 7° in National League  |
| St Joseph's      | 5° in National League  |

## Prima fase
|  | Pos. | Squadra          | Pt | G  | V  | N | P  | GF | GS | DR  |
|  | ---- | ---------------- | -- | -- | -- | - | -- | -- | -- | --- |
|  | 1.   | Lincoln Red Imps | 52 | 20 | 17 | 1 | 2  | 63 | 12 | +51 |
|  | 2.   | St Joseph's      | 50 | 20 | 16 | 2 | 2  | 49 | 15 | +34 |
|  | 3.   | FCB Magpies      | 42 | 20 | 13 | 3 | 4  | 52 | 28 | +24 |
|  | 4.   | Mons Calpe       | 29 | 20 | 8  | 5 | 7  | 31 | 28 | +3  |
|  | 5.   | Manchester 62    | 28 | 20 | 9  | 1 | 10 | 39 | 41 | -2  |
|  | 6.   | Europa Point     | 28 | 20 | 8  | 4 | 8  | 27 | 22 | +5  |
|  | 7.   | Lynx             | 27 | 20 | 8  | 3 | 9  | 29 | 31 | -2  |
|  | 8.   | Europa FC        | 20 | 20 | 6  | 2 | 12 | 25 | 34 | -9  |
|  | 9.   | Glacis United    | 16 | 20 | 5  | 1 | 14 | 21 | 47 | -26 |
|  | 10.  | Lions Gibraltar  | 13 | 20 | 3  | 4 | 13 | 16 | 50 | -34 |
|  | 11.  | College 1975     | 11 | 20 | 3  | 2 | 15 | 21 | 65 | -44 |

Legenda:
      Ammesse al Championship Group
Note:

Tre punti a vittoria, uno a pareggio, zero a sconfitta.
In caso di arrivo di due o più squadre a pari punti, la graduatoria verrà stilata secondo la classifica avulsa tra le squadre interessate che prevede, in ordine, i seguenti criteri:
- Punti generali
- Differenza reti generale
- Reti realizzate in generale
- Partite vinte in generale
- Partite vinte in trasferta
- Punti negli scontri diretti
- Differenza reti negli scontri diretti
- Differenza reti generale
- Sorteggio

## Championship Group
|                       | Pos. | Squadra          | Pt | G  | V  | N | P  | GF | GS | DR  |
| --------------------- | ---- | ---------------- | -- | -- | -- | - | -- | -- | -- | --- |
| Gibilterra (bandiera) | 1.   | Lincoln Red Imps | 65 | 25 | 21 | 2 | 2  | 86 | 15 | +71 |
|                       | 2.   | St Joseph's      | 63 | 25 | 20 | 3 | 2  | 62 | 16 | +46 |
|                       | 3.   | FCB Magpies      | 46 | 25 | 14 | 4 | 7  | 55 | 36 | +19 |
|                       | 4.   | Europa Point     | 35 | 25 | 10 | 5 | 10 | 32 | 31 | +1  |
|                       | 5.   | Mons Calpe       | 33 | 25 | 9  | 6 | 10 | 37 | 39 | -2  |
|                       | 6.   | Manchester 62    | 29 | 25 | 9  | 2 | 14 | 44 | 64 | -20 |

Legenda:
      Campione di Gibilterra e ammesso alla UEFA Champions League 2024-2025
      Ammesso alla UEFA Conference League 2024-2025
Note:

Tre punti a vittoria, uno a pareggio, zero a sconfitta.
In caso di arrivo di due o più squadre a pari punti, la graduatoria verrà stilata secondo la classifica avulsa tra le squadre interessate che prevede, in ordine, i seguenti criteri:
- Punti generali
- Differenza reti generale
- Reti realizzate in generale
- Partite vinte in generale
- Partite vinte in trasferta
- Punti negli scontri diretti
- Differenza reti negli scontri diretti
- Differenza reti generale
- Sorteggio